# Yudai Baba
Yudai Baba (Baba Yūdai; (馬場 雄大) en japonais), né le 7 novembre 1995 à Toyama, au Japon, est un joueur japonais de basket-ball, évoluant au poste d'arrière.

## Biographie
Il joue dans l'équipe du lycée Toyama Daiichi, dans la préfecture de Toyama, où son père était entraîneur. Il étudie à l'université de Tsukuba.
Sa carrière professionnelle commence en 2017 avec Alvark Tokyo, remportant le championnat de B.League à deux reprises, en 2018 et 2019. Il remporte le titre de MVP des Finales en 2019.
Le 19 septembre 2019, il rejoint les Mavericks de Dallas, devenant le premier joueur japonais de B.League à obtenir un contrat en NBA. Il dispute quelques matchs de pré-saison, avant de rejoindre les Legends du Texas en NBA G League, équipe affiliée aux Mavs. Le nombre de matchs est très limité en raison de la pandémie de Covid-19.
Le 19 juillet 2020, il est engagé par Melbourne United, en NBL.
Le 22 octobre 2021, il retourne aux Legends du Texas.
Le 23 mars 2022, il fait son retour en NBL à Melbourne United.
Le 3 novembre 2022, il fait son troisième retour aux Legends du Texas.
Le 27 septembre 2023, il revient dans son pays natal pour jouer avec Nagasaki Velca.

## Équipe nationale
C'est à partir de 2018 que Baba, avec Rui Hachimura et Yuta Watanabe, devient l'un des piliers de l'équipe nationale du Japon, disputant les Jeux olympiques 2020 et Jeux olympiques 2024, ainsi que les coupes du monde 2019 et 2023.

## Palmarès
- Champion NBL 2021
- Champion B.League 2018, 2019
- MVP des Finales de B.League 2019
- 3e du championnat d'Asie des moins de 16 ans 2011

## Vie privée
Le père de Yudai Baba, Toshiharu Baba, a été joueur de l'équipe du Japon dans les années 1970 et 1980 .
Le 1er juillet 2021, il annonce son mariage avec l'actrice japonaise Kanna Mori.